# 花見潟墓地

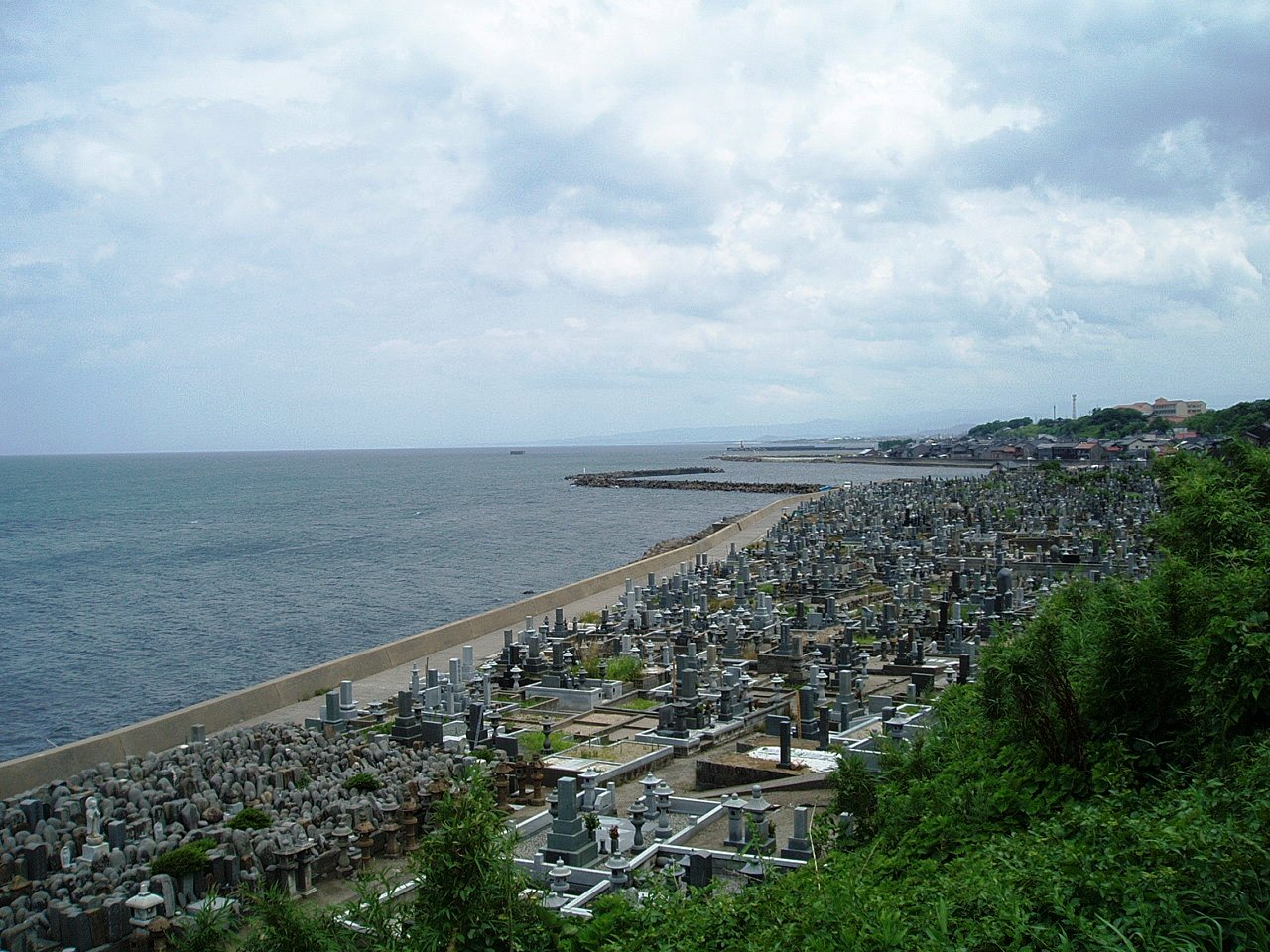
花見潟墓地

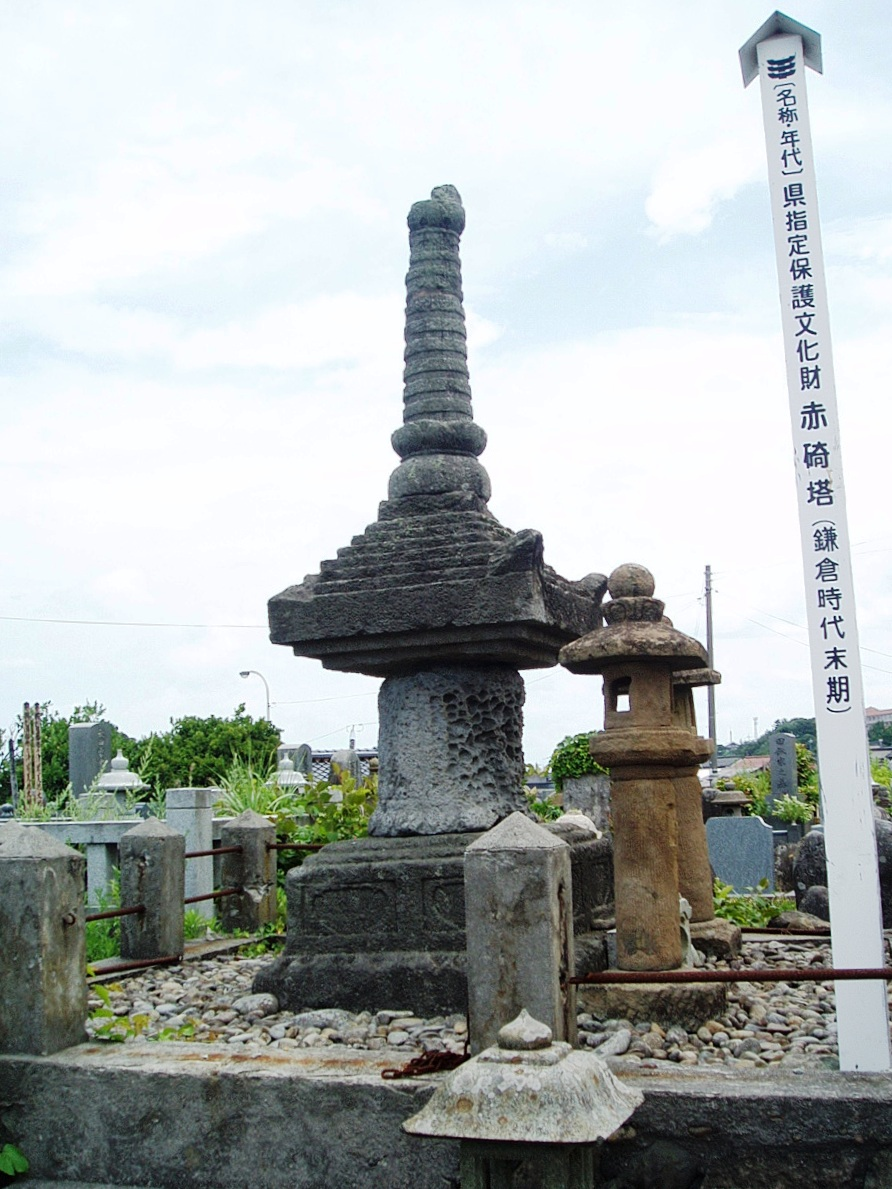
赤碕塔

花見潟墓地（はなみがたぼち）は、鳥取県東伯郡琴浦町に存在する大規模な自然発生型の墓地である。海岸に面して約2万の墓が東西約350メートルに渡って立ち並び、西日本では最大級の規模とされる。
同地内にある3メートルの「赤碕塔」は赤碕付近にしかみられない珍しい様式の塔で、鎌倉時代末期のものである。

## 報道
TV
- ドキュメント72時間「お盆の鳥取 海辺の墓地で」[4] - 【NHK】2024年10月4日付